# Красниково (Пристенский район)
Красниково — село в Пристенском районе Курской области России. Входит в состав Котовского сельсовета.

## География
Село находится в южной части Курской области, в лесостепной зоне, в пределах юго-западной части Среднерусской возвышенности, в лесостепной зоне, на берегах ручья Нагольненский Колодезь, на расстоянии примерно 18 километров (по прямой) к западу от посёлка городского типа Пристень, административного центра района. Абсолютная высота — 174 метра над уровнем моря.
Климат
Климат характеризуется как умеренно континентальный. Среднегодовая температура составляет 5,3 °C. Средняя температура воздуха самого тёплого месяца (июля) — 18,7-20 °C (абсолютный максимум — 40 °C); самого холодного (января) — −18,6 — −18,2 °C (абсолютный минимум — −36 °C). Безморозный период длится около 151 дня в году. Среднегодовое количество атмосферных осадков составляет 533 мм. Снежный покров образуется в конце ноября и держится в течение 120—130 дней в году.
Часовой пояс
Село Красниково, как и вся Курская область, находится в часовой зоне МСК (московское время). Смещение применяемого времени относительно UTC составляет +3:00.

## Население
| 2002 | 2010 |
| ---- | ---- |
| 261  | ↘126 |

Половой состав
По данным Всероссийской переписи населения 2010 года в половой структуре населения мужчины составляли 46,8 %, женщины — соответственно 53,2 %.
Национальный состав
Согласно результатам переписи 2002 года, в национальной структуре населения русские составляли 95 % из 261 человек.

## Достопримечательности
В селе сохранилась в первозданном виде и после реставрации в 2020 году запущена водяная мельница XVIII века, принадлежавшая дворянскому роду Глазовых и впервые упомянутая на межевом плане Обоянского уезда в 1780 году. Постройка на ручье предназначалась для шелушения зерна и превращения его в крупу. Подобных памятников деревянного русского зодчества нет ни в одном из соседних регионов. Проведённые в 2020 году анализы показали, что в конструкции мельницы имеются брёвна, датируемые 1690 годом. Вокруг мельницы планируется возведение этнодеревни с гостиничным комплексом, пляжем, подворьями традиционных для региона ремёсел.